# この地球の平和を本気で願ってるんだよ!
『この地球の平和を本気で願ってるんだよ!』（このちきゅうのへいわをほんきでねがってるんだよ!）は、モーニング娘。の47枚目のシングル。2011年9月14日に発売された。

## 概要
前作から3ヶ月ぶりのシングルで、2011年のシングル第3弾。
6代目リーダーの高橋愛のモーニング娘。ラスト参加シングル。高橋の25歳の誕生日である9月14日に発売された。
当初、本楽曲と「彼と一緒にお店がしたい!」両A面シングルで発売する予定だったが、初回生産限定盤および通常盤は2曲目に「彼と一緒にお店がしたい!」が収録されず、代わりに「自信持って 夢を持って 飛び立つから」（高橋愛ソロ曲）が収録された高橋愛卒業記念盤がオリコンで別集計されてしまうのを避けるため「彼と一緒にお店がしたい!」がカップリング曲になった。
ミュージック・ビデオは「この地球の平和を本気で願ってるんだよ!」「彼と一緒にお店がしたい!」の2曲がひと繋がりになっている。CD音源も2曲繋がるように収録され、つんく♂によると、2曲で1つの作品として成立するという。
「まじですかスカ!」以来1シングル5形態で発売された。収録曲の内容が異なる形態が（高橋愛卒業記念盤のみ2曲目が異なる）が発売されるのは、40枚目シングル「なんちゃって恋愛」以来2作目。

## アートワーク
| 初回生産限定盤A  | 『この地球の平和を本気で願ってるんだよ!』歌唱メンバー9名 |
| 初回生産限定盤B  | 『この地球の平和を本気で願ってるんだよ!』歌唱メンバー9名 |
| 初回生産限定盤C  | 『この地球の平和を本気で願ってるんだよ!』歌唱メンバー9名 |
| 通常盤           | 『この地球の平和を本気で願ってるんだよ!』歌唱メンバー9名 |
| 高橋愛卒業記念盤 | 高橋愛                                                   |

## 規格品番

### 初回生産限定盤A
- CD：EPCE-5800
- DVD：EPCE-5801

### 初回生産限定盤B
- CD：EPCE-5802
- DVD：EPCE-5803

### 初回生産限定盤C
- CD：EPCE-5804
- DVD：EPCE-5805

### 通常盤
- EPCE-5806

### 高橋愛卒業記念盤
- EPCE-5807

## 楽曲解説
1. この地球の平和を本気で願ってるんだよ!
センターは高橋愛。
メインボーカルは高橋愛、田中れいな、新垣里沙、鞘師里保。
サビで転調と共にテンポチェンジが起こる[4]。
上記のように本来はアウトロが「彼と一緒にお店がしたい!」のイントロに被さり両曲が繋がっているが、卒業盤（および本曲単体のMV）はアウトロが最後まで収録されているため演奏時間が異なる。
本楽曲MVのダンスパートには光井愛佳が疲労骨折の影響で不参加[3]。以降翌年卒業までに発売された「ピョコピョコ ウルトラ」、「恋愛ハンター」も同様。
2. 彼と一緒にお店がしたい!
センターは道重さゆみ[3]。
メインボーカルは道重さゆみ、田中れいな、高橋愛、鞘師里保、新垣里沙、光井愛佳。
先述通り元はA面曲として制作されたため、MVが存在[5]。
通常盤および初回生産限定盤Bのジャケットも本楽曲を基調としている。
カップリング曲になったことから『モーニング娘。’14 カップリングコレクション2』に収録。同作ではイントロの一部がカットされたバージョンが収録されている。
3. 自信持って 夢を持って 飛び立つから
高橋愛ソロ曲で卒業記念ソング[3]。
高橋愛卒業記念盤、『プッチベスト12』、『モーニング娘。’14 カップリングコレクション2』に収録。
本楽曲もMVが制作。『プッチベスト12 DVD』に収録。
モーニング娘。10期メンバー『元気印』オーディション課題曲として起用。

## 収録曲
（全作詞・作曲：つんく） 

### CD

#### 初回生産限定盤A・B・C、通常盤
1. この地球の平和を本気で願ってるんだよ!
編曲：平田祥一郎
2. 彼と一緒にお店がしたい!
編曲：大久保薫[6]
3. この地球の平和を本気で願ってるんだよ!（Instrumental）
4. 彼と一緒にお店がしたい!（Instrumental）

#### 高橋愛卒業記念盤
1. この地球の平和を本気で願ってるんだよ!
編曲：平田祥一郎
2. 自信持って 夢を持って 飛び立つから
歌：高橋愛
編曲：板垣祐介[6]
3. この地球の平和を本気で願ってるんだよ!（Instrumental）

### DVD
初回生産限定盤A
1. この地球の平和を本気で願ってるんだよ!（Close-up Ver.）

初回生産限定盤B
1. 彼と一緒にお店がしたい!（Close-up Ver.）

初回生産限定盤C
1. この地球の平和を本気で願ってるんだよ!（Another Ver.）

### 特典
初回生産限定盤A・B・C、高橋愛卒業記念盤
- イベント抽選シリアルナンバーカード封入

## 参加メンバー
- 5期：高橋愛、新垣里沙
- 6期：道重さゆみ、田中れいな
- 8期：光井愛佳
- 9期：譜久村聖、生田衣梨奈、鞘師里保、鈴木香音

## 収録アルバム
- 12,スマート
- ベスト! モーニング娘。20th Anniversary

## シングルV

### 収録曲
1. この地球の平和を本気で願ってるんだよ!
2. 彼と一緒にお店がしたい!
3. メイキング映像

## イベントV「彼と一緒にお店がしたい!」

### 収録曲
1. 彼と一緒にお店がしたい！(高橋愛 Solo Ver.)
2. 彼と一緒にお店がしたい！(新垣里沙 Solo Ver.)
3. 彼と一緒にお店がしたい！(道重さゆみ Solo Ver.)
4. 彼と一緒にお店がしたい！(田中れいな Solo Ver.)
5. 彼と一緒にお店がしたい！(光井愛佳 Solo Ver.)
6. 彼と一緒にお店がしたい！(譜久村聖 Solo Ver.)
7. 彼と一緒にお店がしたい！(生田衣梨奈 Solo Ver.)
8. 彼と一緒にお店がしたい！(鞘師里保 Solo Ver.)
9. 彼と一緒にお店がしたい！(鈴木香音 Solo Ver.)